# Řád zlatého srdce Keni
Řád zlatého srdce Keni (anglicky: Order of the Golden Heart of Kenya) je nejvyšší státní vyznamenání Keňské republiky. Založen byl roku 1966 a udílen je za mimořádné služby státu.

## Historie a pravidla udílení
Řád založil první prezident Keni Jomo Kenyatta dne 21. dubna 1966. Udílen je za mimořádné služby keňskému lidu. Nová jmenování do řádu jsou každoročně vyhlašována v Den nezávislosti 12. prosince. Řád je také udílen jako diplomatické vyznamenání významným návštěvám zahraničních státníků.

## Insignie
Řádový odznak má tvar kulatého disku s vyobrazením slunce. Uprostřed je medailon lemován barevně smaltovaným kruhem, který se svou barvou liší podle třídy. V případě I. třídy je tmavě červený, u II. třídy je zelený a u III. třídy je černý. Motiv ústředního výjevu se také liší podle třídy. U první třídy je zde vyobrazen státní znak Keni, u druhé třídy to je heraldický štít státního znaku a u třetí třídy je ve středovém medailonu vyobrazen kohout držící v pravé noze sekeru.
Řádová hvězda je stejná jako řádový odznak.
Zlatý řádový řetěz se skládá z článků v podobě heraldického štítu státního znaku, které se pravidelně střídají s články ve tvaru čtyřúhelníků s heraldickým lvem.

Stuha je žlutá se třemi úzkými pruhy v barvě červené, zelené a černé lemujícími oba okraje.

Insignie řádu I. třídy
Insignie řádu II. třídy

## Třídy
Řád je udílen ve třech řádných třídách:
- náčelník (CGH) – Řádový odznak se nosí zavěšený na řádovém řetězu. Řádová hvězda se nosí nalevo na hrudi. Počet žijících členů této třídy je omezen na 50.
- starší (EGH) – Řádový odznak se nosí na široké stuze spadající z ramene na protilehlý bok. Řádová hvězda se nosí nalevo na hrudi. Počet žijících členů této třídy je omezen na 75.
- moran (MGH) – Řádový odznak se nosí na stuze kolem krku. Počet žijících členů této třídy je omezen na 100.